# HAO2
Hydroxyacid oxidase 2 là protein ở người được mã hóa bởi gen HAO2.

## Chức năng
Gen HAO2 là một trong ba gen có quan hệ với nhau, đều có hoạt tính 2-hydroxyacid oxidase. Protein mã hóa định vị tại peroxisome có hoạt tính đạt mức cao nhất đối với cơ chất 2-hydroxypalmitate. Sự cắt nối luân phiên tạo ra nhiều biến thể phiên mã khác nhau.